# Jayagiri (Sukanagara)
Jayagiri is een bestuurslaag in het regentschap Cianjur van de provincie West-Java, Indonesië. Jayagiri telt 3616 inwoners (volkstelling 2010).